# Classics Live! Vol. 2
Classics Live! Vol. 2 è il terzo album dal vivo del gruppo musicale statunitense Aerosmith, pubblicato nel 1987.
In questo disco è presentato lo show del 31 dicembre del 1984 all'Orpheum Theatre di Boston eccetto Let the Music Do the Talking (Worcester Centrum a Worcester il 12 marzo del 1984). La band è nella sua formazione più celebre immediatamente dopo la reunion.
Nel 1998 questo album e il suo predecessore Classics Live! furono uniti in un unico cofanetto intitolato Classics Live! Complete.

## Tracce
Testi e musiche di Steven Tyler, Joe Perry, eccetto dove indicato.
1. Back in the Saddle – 4:40
2. Walk This Way – 4:21
3. Movin' Out – 5:44
4. Draw the Line – 4:46
5. Same Old Song and Dance – 5:45
6. Last Child – 3:42 (Steven Tyler, Brad Whitford)
7. Let the Music Do the Talking – 5:44 (Joe Perry)
8. Toys in the Attic – 4:03